# Kabók Győző
Kabók Győző (Szeged, 1881. augusztus 10. – Budapest, Ferencváros, 1949. június 14.) magyar színész.

## Életútja
Apja Kabók Imre városi levéltáros, adóhivatalnok, édesanyja Inotay Róza. 1881. augusztus 14-én keresztelték a szegedi rókusvárosi plébánián. Középiskoláit elvégezve bankhivatalnok lett, de 24 éves korában egy műkedvelői előadáson Újházi Ede felfedezte és bátorította a színipályára. 1905–07-ben az Országos Színészegyesület színiiskolájának volt hallgatója. A vígszínházi színésziskolában ösztöndíjas volt; mint másodéves növendéket Faludi Sándor 1907 szeptemberében a Modern Színpad Kabaréhoz szerződtette, ettől kezdve Kabók állandóan budapesti színházaknál működött. 1907–08-ban a Bonbonnière tagja volt, 1908–11-ben a Royal Orfeumban, 1910–11-ben a Városligeti Színkörben, 1912–13-ban Nagy Endre kabaréjában, 1916–17-ben az Érdekes Kabaréban, 1918-ban pedig a Medgyaszay Színházban szerepelt.
1914-ben bevonult és 1918-ig első világháborús katonai szolgálatot teljesített. Főhadnagyi rangban szerelt le. 1914-ben Orbók Loránd Vitéz László Bábszínházában is játszott, 1918–20-ban a Madách Színház, 1921–23-ban a Pódium, 1923-ban a Pesti Kabaré tagja volt. 1924–25-ben a Terézkörúti Színpadon, 1926–27-ben a Városi Színházban, 1927–28-ban a Magyar Színházban, 1929-ben a Bethlen téri Színpadon szerepelt. 1928–tól 1932-ig nem volt szerződése. 1932-ben Békeffi László nyári alkalmi társulatával lépett fel, 1932–34-ben a Kamara Színház, 1934–35-ben újból a Bethlen Téri Színház tagja volt, majd 1936–tól 1943-ig a Nemzeti Színház művészeként láthatta a közönség. Gárdonyi Géza ajánlatára a Göre Gábor c. filmben a bíró alakításával nagy népszerűségre tett szert, ez volt egyetlen filmes főszerepe.
1942-ben alaptalanul feljelentett névtelen levélben egy textilkereskedőt, Bosnyák Józsefet. Azt adta elő, hogy a kereskedő a zsidótörvényt kijátszva, üzletét felesége nevén vezeti, a katonai szolgálat alól kivonja magát, vöröskatona volt, a zsidóktól és a kommunistáktól titokban pénzt kap és a keresztény felekezetet gúnyolja. A lefolytatott eljárás kinyomozta, hogy a bejelentés alaptalan volt. Kabókot, mivel állításait nem tudta bizonyítani, először 1943-ben hamis vádért nyolchavi börtönbüntetésre ítélték. A népügyészség vádirata szerint Kabók ekkor Kiss Ferenchez, a Színészkamara elnökéhez ment, akinek intézkedésére egy SS-katona és a Színészkamara titkára ment el Bosnyákhoz és fenyegetésekkel rávették őt, hogy a Kabók elleni feljelentést vonja vissza.
A népügyészség ugyancsak vádat emelt Raffay Júlia ellen, aki Bosnyák Zoltán elvált felesége, azért, mert felbérelte Greguss Mihály nyilas pártszolgálatost, hogy Bosnyákot a rendőrségre kísérje, ahonnan a nyilas uralom idején a nyilasházba hurcolták. A népbíróság előtt Kabók Győző és Raffay Júlia tagadták bűnösségüket. A népbíróság azonban megállapította, hogy mint besúgók működtek és 1947-ben Kabók Győzőt kilenchónapi, Raffay Júliát kétévi börtönre ítélte.
Kabók tiszteletbeli patrónusa volt a Turul Bajtársi Egyesületnek, ezért az Igazolóbizottság 1945-ben három évre eltiltotta a szerepléstől. Halálát függőérrepedés okozta.

## Fontosabb színházi szerepei
- Öreg tót (Herczeg Ferenc: Ocskay brigadéros)
- Fogadós (Gaal József–Galamb Sándor: A peleskei nótárius)
- Göre Gábor (Gárdonyi Géza: A bor)
- Kisbíró (Zilahy Lajos: Süt a nap)
- Ábris (Zilahy Lajos: A bolond Ásvayné)

## Filmszerepei
- Bernáték kikocsiznak (1912, rövid, szkeccs)
- Gyerünk nyaralni (1913, rövid, szkeccs) - Toni, separé pincér
- Göre Gábor bíró úr kalandozásai Budapesten Első eresztés (1913) – Göre Gábor
- Göre Gábor bíró úr pesti kalandozásai (Második eresztés!) – Göre Gábor
- A föld rabjai (1917)
- A vén bakancsos és fia, a huszár (1917) – Veres Frici
- A baba (1919) – Páter Maximin rendőrfőnök
- Tilos a csók (1919) – miniszterelnök
- Piri mindent tud (1932) – házfelügyelő
- A repülő arany (1932) – földműves
- Budai cukrászda (1935) – Suba Nagy Gergely, Dr. Demeczky páciense
- Sárga csikó (1936) – Csárdás gazda
- Két fogoly (1937) – szerzetes
- Pillanatnyi pénzzavar (1937-38) – elnökségi tag
- Toprini nász (1939) – vendég a mulatóban
- Szervusz, Péter! (1939) – Kulhanek lókupec
- Az utolsó Wereczkey (1939) – parasztember
- Mária két éjszakája (1939) – János, Forgách Péter inasa
- Sok hűhó Emmiért (1939) – János pásztor
- Hétszilvafa (1939) – pincér
- Sárga rózsa (1940) – Tiszai átkelőnél pletykáló férfi
- Édes ellenfél (1941) – banktisztviselő
- A beszélő köntös (1941) – kecskeméti férfi a szabónál
- Bob herceg (1941) – Milánius szappanfőző
- Férfihűség (1942) – statiszta
- Heten, mint a gonoszok (1942) – kocsmai vendég
- Isten rabjai (1942) – szerzetes
- Szeptember végén (1942) – vendég a kocsmában
- Lejtőn (1943) – templomi szolga
- A 28-as (1943) – színész
- Sárga kaszinó (1943)
- Féltékenység (1943) – parasztember
- Futótűz (1943) – pék
- És a vakok látnak... (1943) – utas a vonaton
- Nemes Rózsa (1943) – Fogarasi, falusi bíró
- Aranypáva (1943) – vendég az Aranypávában
- Sári bíró (1943) – falusi férfi
- Zörgetnek az ablakon (1943)